# Sharon Cherop
Sharon Jemutai Cherop (ur. 16 marca 1984) – kenijska lekkoatletka specjalizująca się w biegach długodystansowych.

## Osiągnięcia
| Rok  | Impreza            | Miejsce | Konkurencja     | Lokata     | Wynik   |
| ---- | ------------------ | ------- | --------------- | ---------- | ------- |
| 2011 | Mistrzostwa świata | Daegu   | bieg maratoński | 3. miejsce | 2:29:14 |

## Rekordy życiowe
- Półmaraton – 1:07:08 (2011)
- Bieg maratoński – 2:22:28 (2013)